# Bayray McNwizu
Eberechukwu Nwizu más conocida como Bhaira Mcwizu o Bayray McNwizu es una actriz nigeriana.

## Carrera
Obtuvo reconocimiento después de ganar el tercer reality show de Amstel Malta Box Office (AMBO). En 2009, recibió una nominación a los Premios de la Academia del Cine Africano.

## Filmografía
- Kada River
- Cindy's Notenjg
- Tales of Eve
- Kiss and Tell (2011)
- Calabash
- Lies Men Tell
- My Rich Boyfriend (2014)
- A Lonely Night
- Cruel Intentions
- The Visit (2015)
- Tiwa's Baggage
- Hire a Man

## Series de televisión
| Año  | Título                  | Director      | Ref.  |
| ---- | ----------------------- | ------------- | ----- |
| 2015 | Lekki Wives Temporada 3 | Blessing Egbe | [ 6 ] |